# Bristol County, Rhode Island
Bristol County är ett county i delstaten Rhode Island, USA. Bristol är ett av fem countyn i staten och ligger i den östra delen av Rhode Island. Den största staden i countyt är Bristol. År 2010 hade Bristol County 49 875 invånare.

## Geografi
Enligt United States Census Bureau så har countyt en total area på 117 km². 65 km² av den arean är land och 52 km² är vatten. 

### Angränsande countyn
- Bristol County, Massachusetts - öst
- Providence County, Rhode Island - nord
- Kent County, Rhode Island - väst
- Newport County, Rhode Island - syd